# Gare d’Audun-le-Roman
Gare d’Audun-le-Roman vasútállomás Franciaországban, Audun-le-Roman településen.

## Vasútvonalak
Az állomást az alábbi vasútvonalak érintik:
- Mohon–Thionville-vasútvonal

## Kapcsolódó állomások
A vasútállomáshoz az alábbi állomások vannak a legközelebb:
- Gare d’Hayange
- Gare de Longuyon